# Список объектов всемирного наследия ЮНЕСКО в Антигуа и Барбуде
В спи́ске объе́ктов Всеми́рного насле́дия ЮНЕ́СКО в Анти́гуа и Барбу́де один объект, внесенный в 2016 году (находился с 2012 г. в числе кандидатов на включение в список всемирного наследия по культурным критериям)..
Антигуа и Барбуда ратифицировала Конвенцию об охране всемирного культурного и природного наследия 1 ноября 1983 года.

## Список
| # | Изображение | Название                                 | Местоположение | Время создания | Год внесения в список | №    | Критерии   |
| - | ----------- | ---------------------------------------- | -------------- | -------------- | --------------------- | ---- | ---------- |
| 1 |             | Верфь Нельсона (англ. Nelson’s Dockyard) | Округ Сент-Пол | 1720-е         | 2016                  | 1499 | ii, iv, vi |